# Rafael Sánchez Guerra
Rafael Sánchez-Guerra Sainz (ur. 1897, zm. 1964) – hiszpański polityk i działacz sportowy, prezes klubu piłkarskiego Real Madryt w latach 1935–1936.
Jako republikanin podczas hiszpańskiej wojny domowej dostał się do niewoli i był torturowany przez ludzi Francisco Franco. Uciekł z więzienia i przedostał się do Paryża, gdzie stał się członkiem rządu na uchodźstwie. Powrócił do kraju w 1959, zmarł 5 lat później w miejscowości Villava, w wieku 66 lat.